# Dasycaris
Dasycaris is een geslacht van kreeftachtigen uit de klasse van de Malacostraca (hogere kreeftachtigen).

## Soorten
- Dasycaris ceratops Holthuis, 1952
- Dasycaris doederleini (Balss, 1924)
- Dasycaris symbiotes Kemp, 1922
- Dasycaris zanzibarica Bruce, 1973